# Aeschnophlebia bachmaensis
Aeschnophlebia bachmaensis – gatunek ważki z rodziny żagnicowatych (Aeshnidae). Znany tylko z miejsca typowego w Parku Narodowym Bạch Mã w środkowym Wietnamie.